# 田中忠雄 (実業家)
田中 忠雄（たなか ただお 1911年11月20日 - 1983年10月19日）は、日本の実業家。元日本電気（NEC）社長。秋田県出身。

## 経歴
旧制埼玉県立浦和中学校、旧制浦和高等学校文科甲類を経て、東京帝国大学法学部法律学科を卒業。
1976年6月、小林宏治の後任として日本電気社長に就任。コンピュータトレーニングキットTK-80が発売されたのは、田中の社長就任直後の1976年8月であった。1980年、関本忠弘に譲る形で社長を退任した。1983年10月19日、死去。71歳没。

## 人物
学生時代はバレーボール部に所属。日本電気女子バレーボール部（現・NECレッドロケッツ川崎）は、田中が社長在任中だった1978年にヤシカバレーボール部からの移籍という形で創部された。